# Kipunji
Lophocebus kipunji, Rungwecebus kipunji
Genre
Espèce
Synonymes
- Lophocebus kipunji Ehardt et al., 2005

Statut de conservation UICN

 EN  : En danger
Statut CITES
Le Kipunji est une espèce de primates de la famille des cercopithécidés qui vit dans les forêts montagneuses de Tanzanie. Il a été découvert indépendamment par le Wildlife Conservation Society, l'Université de Géorgie et Conservation International en décembre 2003 et en juillet 2004. À l'origine assigné au genre Lophocebus (Lophocebus kipunji), des tests montrent qu'il est plus proche des babouins (genre Papio). Les scientifiques l'ont classé dans un nouveau genre, Rungwecebus, nommé d'après son lieu de découverte, le mont Rungwe. L'espèce est en danger critique d'extinction.

## Description physique
Un adulte mâle mesure en moyenne entre 85 et 90 cm et pèse 10 à 16 kg. Le Kipunji a une fourrure relativement longue qui est brun moyen ou pâle avec du blanc au bout de la queue et à l'abdomen. La fourrure près des pieds et des mains est plus foncé. Les mains, le visage et les pieds sont noirs. Ces primates ne semblent pas avoir de dimorphisme sexuel en relation avec la couleur de la fourrure.

## Menaces et conservation
Cette espèce a été incluse dans la liste des 25 primates les plus menacés au monde en 2006, 2008 et 2018.

## Publication originale
(en) Jones, Ehardt, Butynski, Davenport, Mpunga, Machaga et De Luca, « The Highland Mangabey Lophocebus kipunji: A New Species of African Monkey », Science, vol. 308, no 5725,‎ 20 mai 2005, p. 1161-1164 (DOI 10.1126/science.1109191, lire en ligne, consulté le 17 mars 2019). 